# 文渊阁

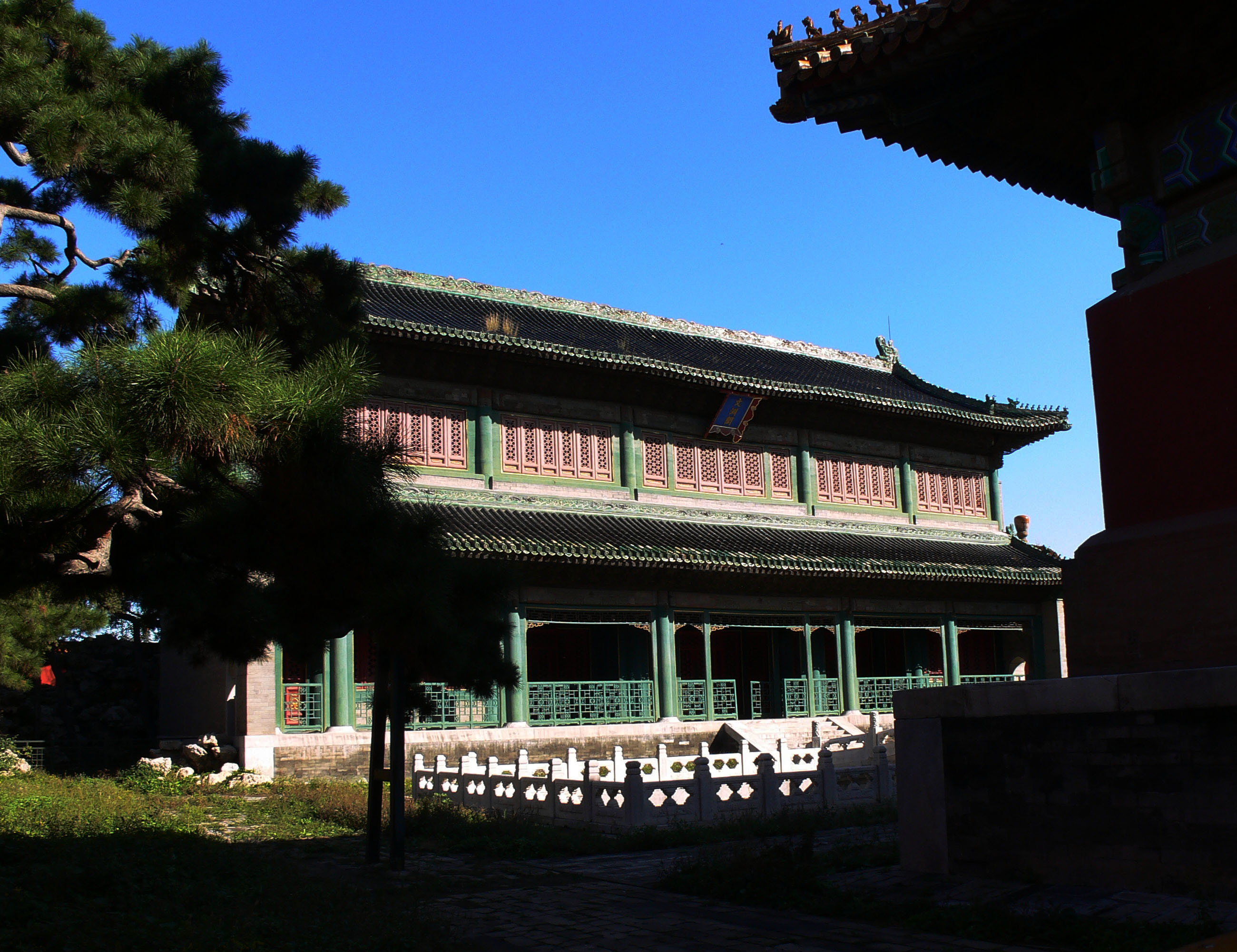
文渊阁

文渊阁（穆麟德轉寫：šu tunggu asari），位于紫禁城外朝东路、文华殿以北，是清朝皇宫藏书楼。

## 历史
“文渊阁”曾经是明朝南京故宮、北京故宫及明中都鳳陽的皇家藏书楼名，庶吉士就學觀政之所。其中，明朝北京文淵閣建于永乐年间营建北京宫殿之时，其在宫中的位置与南京故宫的文渊阁相同，均在左顺门外的东南角。即为文华殿前、内承运库之後，面对皇城。明朝北京故宫的这座文渊阁后来无存。
清朝乾隆年间，在北京紫禁城东华门内的文华殿后，明朝圣济殿旧址，新建了一座文渊阁。这座文渊阁是清朝皇宫藏书楼，於乾隆四十一年（1776年）建成。乾隆三十八年（1773年），乾隆帝下诏开设“四库全书馆”，编纂《四库全书》。乾隆三十九年（1774年）下诏兴建藏书楼，命在文华殿后规度适宜方位，兴建文渊阁，用来专贮《四库全书》。
乾隆四十一年（1776年）文渊阁建成后，皇帝每年在文渊阁举办经筵。乾隆四十七年（1782年）《四库全书》完成时，乾隆帝在文渊阁设宴赏赐编纂《四库全书》的各级官员以及参加编纂的人员。
《四库全书》及《钦定古今图书集成》入藏文渊阁，按照经、史、子、集四部分架安置。以经部儒家经典为首共计22架与《四库全书总目考证》、《钦定古今图书集成》放置在文渊阁一层，并且在一层中间设皇帝宝座，作为讲经筵之处。文渊阁二层中三间和一层相通，周围设有楼板，放置书架，放有史部书33架。文渊阁二层是暗层，光线非常微弱，只可藏书，不便在此阅览。文渊阁三层除了西尽间是楼梯间以外，其余五间相互通连，每间依照前后柱位排列书架间隔，显得十分宽敞明亮。子部书22架、集部书28架存放在三层，明间设有御榻，以备皇帝随时可来此阅览。乾隆帝曾作诗曰：“丙申高阁秩干歌，今喜书成邺架罗，……。”清宫规定，大臣官员中若有嗜古书、勤学习者，经过允许可到文渊阁内阅览书籍，但是不得损坏书籍，且严禁携书籍出文渊阁。
《四库全书》编成以后，最初用六年抄录正本四部，除了一部收藏在文渊阁以外，其余三部分别收藏在文源阁（位于北京圆明园）、文津阁（位于承德避暑山莊）、文溯阁（位于沈阳故宫），这四阁又称“北四阁”，也称“内廷四阁”。后来又抄录三部收藏在文宗阁、文汇阁、文澜阁，称为“南三阁”。 这七部《四库全书》或已经亡失，或被各图书馆收藏。文渊阁本《四库全书》现收藏在臺北国立故宫博物院。 
1932年，故宫博物院委托梁思成、刘敦桢维修文渊阁。此后七十多年未经修缮。
自2013年4月29日起，文渊阁对外开放，以原状陈列，但观众不能进入室内参观。

## 建築

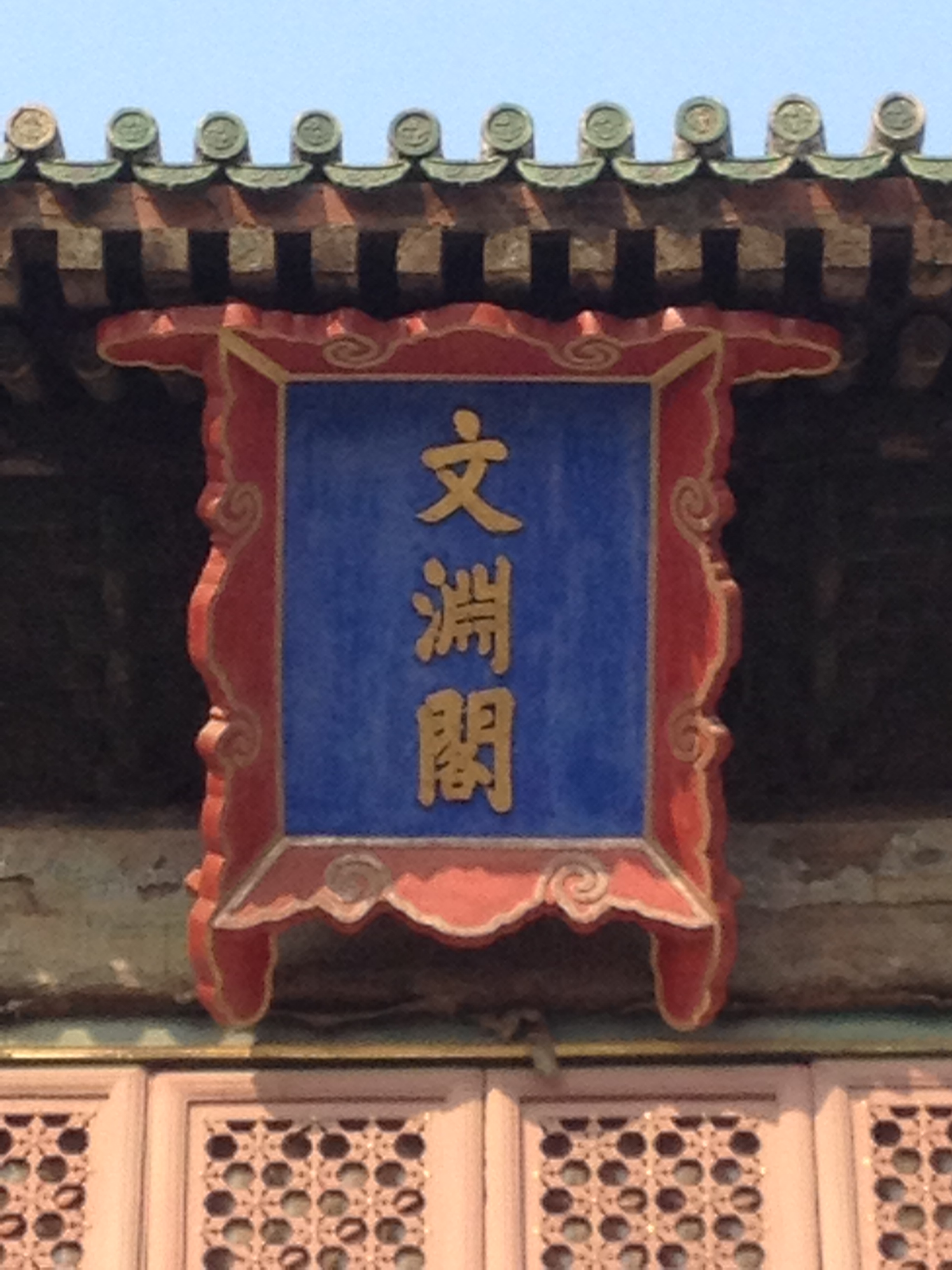
文渊阁

文渊阁坐北面南，仿照浙江宁波范氏天一阁构建。楼上为一整间，楼下则分为六间，取“天一生水，地六承之”的意境，意在防火。乾隆三十九年（1774年）乾隆作《文渊阁记》称：“阁之制一如范氏天一阁”。
文渊阁外观为上、下两层，腰檐处设暗层，面阔六间，西尽间设有楼梯。两山墙的青砖砌筑至屋顶。顶覆黑琉璃瓦，绿琉璃瓦剪边，在五行理论中，黑色主水，以水克火，从而可保藏书楼免受火灾。文渊阁前廊设有回纹栏杆，檐下倒挂楣子，绿色檐柱，苏式彩画。文渊阁前开凿一方池，引内金水河水流入该方池，池上中央架有一座石桥，石桥及方池四周的栏板雕有水生动物图案。文渊阁后采用太湖石堆砌成假山，形如屏障，其间种植松柏。文渊阁一层正中朝南设宝座，上方朝南悬挂“滙流澂鑑”匾（乾隆帝题），两旁对联为“壁府古含今藉以學資主敬，綸扉名副實詎惟目仿崇文”（乾隆帝题）。
文渊阁东侧有一座碑亭，盔顶黄琉璃瓦，亭内立有一通石碑，正面刻有乾隆帝撰写的《文渊阁记》，背面刻有文渊阁赐宴御制诗。

## 清朝官制
清朝職官制度，文淵閣與國史館、經筵講官、起居注館同屬翰林院體系之從屬機構。
乾隆四十一年（1776）六月上諭：「方今搜罗遗籍，汇为《四库全书》，每辑录奏进，朕亲批阅厘正。特于文华殿后建文渊阁弆之，以充册府而昭文治，渊海缥缃，蔚然称盛。第文渊阁国朝虽为大学士兼衔，而非职掌，在昔并无其地。兹既崇构鼎新，琅函环列，不可不设官兼掌，以副其实。自宜酌衷宋制，设文渊阁领阁事总其成，其次为直阁事，同司典掌，又其次为校理，分司注册点验。所有阁中书籍，按时检曝，虽责之内府官属，而一切职掌，则领阁事以下各任之，于内阁、翰、詹衙门内兼用。其每衔应设几员，及以何官兼充，著大学士会同吏部、翰林院定议，列名具奏，候朕简定，令各分职系衔，将来即为定额，用垂久远。」
由大學士舒赫德召集吏部及翰林院研議商定文淵閣官制職掌與管理章程，設文淵閣領閣事三人、文淵閣直閣事六人、校理十六人、檢閱八人、內務府司員四人、筆帖式四人。